# Volteroda
Volteroda ist ein Ortsteil von Schnellmannshausen im Wartburgkreis in Thüringen. Seit der Eingemeindung Schnellmannshausens 
im Jahr 1993 gehört er zur Stadt Treffurt.

## Lage
Volteroda liegt an der Bundesstraße 250 etwa neun Kilometer südlich der Kernstadt Treffurt am südlichen Ende eines Tales, das der Schnellmannshäuser Bach geformt hat.

## Geschichte
Das Schnellmannshäuser Tal zählte im Hochmittelalter zum Besitz der Herren von Treffurt, deren Herrschaftsmittelpunkt, die Burg Normannstein noch in Sichtweite liegt. Im Vierzehnten Jahrhundert wurde die Herrschaft der Treffurter gewaltsam beendet, zuvor tobte über mehrere Jahrzehnte eine blutige Familienfehde mit den Spangenberger Vettern. Die als Ganerbschaft Treffurt verwalteten Gebiete stellen nur einen Rest der zuvor bereits von den Landgrafen von Hessen und Thüringen und den erzbischöflich-mainzischen Truppen eingenommenen Orte dar. Der zur Landgrafschaft Thüringen als Entschädigung für die Kriegskosten abgetrennte Teil ging an das wettinische Amt Creuzburg und umfasst das obere Schnellmannshäuser Tal mit Volteroda, Schrapfendorf und Hattengehau sowie den halben (oberen) Teil von Schnellmannshausen. Am Ende des 14. Jahrhunderts waren mit Ausnahme von Schnellmannshausen alle Orte im Tal (zu denen auch noch die Orte Reimannshausen und Hilvershausen) gehörten, zu Wüstungen geworden. Die Neubesiedlung erfolgte zögerlich, vermutlich erst im 16. Jahrhundert. In seiner heimatkundlichen Schrift Ifta in vergangener und gegenwärtiger Zeit berichtet der Iftaer Lehrer C. L. Hesse, über Volteroda: In diesem Ort Volteroda war schon eine Pfarrkirche durch Begleiter des Heiligen Bonifatius begründet worden. Diese erste Zelle wurde später vom Kloster in Großburschla verwaltet. Der Sitz der Pfarrei wurde noch im Hochmittelalter nach Ifta verlegt. Vor der Reformation besaß der Pfarrer Peter Münzmeister in Volteroda einen Gutshof, der nach dem späteren Besitzer Hans Sachs einfach als Sachsenhof benannt wurde. Die wieder entstandenen Höfe in Schrapfendorf, Hattengehau und Volteroda wurden nach Schnellmannshausen (sächsischer Teil) eingepfarrt, in der Bevölkerung wurden die alten Ortsnamen durch die relativen Angaben „Unterster Hof“ – für Schrapfendorf, „Mittelhof“ für Hattengehau und „Oberster Hof“ für Volteroda ersetzt. Volteroda erfuhr das stärkste Bevölkerungswachstum und profitierte wohl auch von seiner Nähe zur alten Heerstraße Lange Hessen. Am 24. Dezember 1528 wurde der Weiler erstmals urkundlich genannt.
Im Jahr 1964 erhielt der Ort als Zeichen seiner Souveränität ein als „Gemeindeverwaltung“ bezeichnetes Haus an der Hauptstraße errichtet. Die Lebensumstände und die Bewegungsfreiheit der Volterodaer hatten sich als Folge der Deutschen Teilung zunehmend verschlechtert, der Ort lag im Grenzgebiet und konnte nur mit einem Passierschein besucht werden. Die schulpflichtigen Kinder besuchten die Grundschule in Schnellmannshausen, die Oberschule in Treffurt und das Gymnasium in Eisenach.

## Kultur und Sehenswürdigkeiten

Kleinlöschfahrzeug Thüringen (KLF-Th) der FF Volteroda vor dem Feuerwehrhaus (2022)

In der Ortsmitte befindet sich das „Feuerwehrspritzenhaus“. Die dort befindliche Wasserspritze von 1913 wird vom Feuerwehrverein Volteroda regelmäßig bei Umzügen und Feuerwehrfesten vorgeführt. Fast alle männlichen Einwohner des Ortes waren oder sind in der Volterodaer Feuerwehr engagiert, der Verein gestaltet auch das kulturelle Leben und sorgt satzungsgemäß für die Ordnung und Sicherheit im Ortsteil. Mehrfach im Jahr wird die Freiwillige Feuerwehr bei Notfällen alarmiert, meist sind es Verkehrsunfälle auf der unfallreichen Strecke der Bundesstraße 250, aber auch beim Werrahochwasser oder bei Bränden wird man zur Verstärkung gerufen. Mit dem ersten Januar 2023 endete die rund 185-jährige Geschichte der Einsatzabteilung der Feuerwehr Volteroda. Aufgrund des demographischen Wandels wurde die Einsatzabteilung der örtlichen Feuerwehr mit der Einsatzabteilung der Freiwilligen Feuerwehr Schnellmannshausen zusammengelegt. Diese trägt laut „Satzung über die Freiwilligen Feuerwehren der Stadt Treffurt“ fortan die Bezeichnung „Freiwillige Feuerwehr Schnellmannshausen/Volteroda“.